# ムナボイ
ムナボイ (フィンランド語: munavoi, エストニア語: munavõi, ノルウェー語: eggesmør、あるいはエッグバターとも) は、バターとみじん切りにした固ゆで卵を混ぜたもの。フィンランド料理やエストニア料理では、よく知られたスプレッド（パンやクラッカーなどに塗る塗り物）である。
フィンランドにおいては、ムナボイは一般的に温かいカレリアンピーラッカに塗られる。エストニアにおいては、ムナボイとレイブ（黒いライ麦パン）が復活祭の日曜日の食事において伝統的に供される。